# Tersannes
Tersannes är en kommun i departementet Haute-Vienne i regionen Nouvelle-Aquitaine i västra Frankrike. Kommunen ligger i kantonen Le Dorat som tillhör arrondissementet Bellac. År 2022 hade Tersannes 128 invånare.

## Befolkningsutveckling
Antalet invånare i kommunen Tersannes
| Referens: INSEE |